# Varugiškės
Varugiškės – wieś na Litwie, w okręgu uciańskim, w rejonie jezioroskim, w gminie Turmont. W 2011 roku liczyła 5 mieszkańców.

## Historia
Miejscowość została wymieniona w polskim spisie ludności z 1921 roku jako zaścianek Warugiszki, choć nie leżała w granicach Polski. Według tegoż spisu zamieszkiwało tu 27 osób, wszystkie wyznania rzymskokatolickiego i deklarujące polską przynależność narodową. Były tu 4 budynki mieszkalne. Litewski spis z 1923 roku podawał, że wieś liczyła 38 mieszkańców i obejmowała 6 budynków.
W 1959 roku wieś liczyła 34 mieszkańców, w 1970 roku – 51 mieszkańców, w 1989 roku – 11 mieszkańców, w 2001 roku – 7 mieszkańców.